# Sansor
Sansor – miejscowość w Hiszpanii, w Katalonii, w prowincji Lleida, w comarce Baixa Cerdanya, w gminie Prats i Sansor.
Według danych INE z 2005 roku miejscowość zamieszkiwało 5 osób.